# 穆萨·伊萨
穆萨·伊萨（Musa Isah，2000年8月26日—），巴林男子田径运动员，2019年亚洲田径锦标赛混合4×400米接力金牌得主、2019年世界田径锦标赛混合4×400米接力铜牌得主、2022年亚洲运动会混合4×400米接力金牌得主。